# Xã Taylor, Quận Centre, Pennsylvania
Xã Taylor (tiếng Anh: Taylor Township) là một xã thuộc quận Centre, tiểu bang Pennsylvania, Hoa Kỳ. Năm 2010, dân số của xã này là 853 người.